# You Win Again
"You Win Again" is een nummer van de Britse band Bee Gees. Het nummer verscheen op hun album E.S.P. uit 1987. Op 31 augustus van dat jaar werd het nummer uitgebracht als de eerste single van het album.

## Achtergrond
"You Win Again" is geschreven door alle groepsleden en geproduceerd door de broers Gibb in samenwerking met Arif Mardin en Brian Tench. De melodie werd geschreven door Barry Gibb, terwijl zijn broer Maurice de drumintro ontwikkelde. In een interview vertelde Robin Gibb: "We dachten zeker dat "You Win Again" een grote hit zou worden. Het duurde een maand voordat we de goede mix te pakken hadden."
Maurice Gibb vertelde in een interview uit 2001 over "You Win Again": "Als we samen zitten te schrijven, zijn we niet drie individuen - het is alsof er een persoon in de kamer zit. Normaal gesproken hebben we een boek met titels en dan pakken we er eentje uit. Ik vond "You Win Again" geweldig als titel, maar we hadden geen idee hoe het zou klinken als een nummer. Het werd uiteindelijk een demo in mijn garage, en ik nam stampgeluiden en andere dingen op. Er was maar een drum daar. De rest bestond alleen maar uit geluiden. Toen probeerde iedereen ons ervan te overtuigen om de stampgeluiden uit de intro te halen. Ze wilden het niet. 'Haal het eruit. Te luid! Kunnen we ze niet in de intro hebben, alleen wanneer de muziek start?' Al dat soort uitspraken, maar zodra je dat 'jabba-doomba, jabba-doomba' hoort op de radio, weet je dat wij het zijn. Het is een signaal. Dus, dat is een klein geheim - geef de mensen een automatische identificatie van wie het is."
"You Win Again" werd een grote hit in Europa en bereikte de nummer 1-positie in het Verenigd Koninkrijk, Ierland, Duitsland, Zwitserland, Oostenrijk, Denemarken en Noorwegen. De Bee Gees waren hiermee de eerste groep in het Verenigd Koninkrijk die in drie decennia een nummer 1-hit hadden gescoord. In de Amerikaanse Billboard Hot 100 kwam de single niet verder dan plaats 75, aangezien de Amerikaanse diskjockeys niet graag Bee Gees-muziek draaiden nadat de disco aan het begin van de jaren '80 uit de mode raakte. In Nederland bereikte het nummer de vijfde plaats in de Top 40 en de zesde plaats in de Nationale Hitparade, terwijl in Vlaanderen de tweede plaats in de voorloper van de Ultratop 50 werd gehaald. In 1987 ontvingen de broers een Ivor Novello Award voor het nummer in de categorie "Best Song Musically and Lyrically".

## Hitnoteringen

### Nederlandse Top 40
| Hitnotering: 19-09-1987 t/m 12-12-1987 | Hitnotering: 19-09-1987 t/m 12-12-1987 | Hitnotering: 19-09-1987 t/m 12-12-1987 | Hitnotering: 19-09-1987 t/m 12-12-1987 | Hitnotering: 19-09-1987 t/m 12-12-1987 | Hitnotering: 19-09-1987 t/m 12-12-1987 | Hitnotering: 19-09-1987 t/m 12-12-1987 | Hitnotering: 19-09-1987 t/m 12-12-1987 | Hitnotering: 19-09-1987 t/m 12-12-1987 | Hitnotering: 19-09-1987 t/m 12-12-1987 | Hitnotering: 19-09-1987 t/m 12-12-1987 | Hitnotering: 19-09-1987 t/m 12-12-1987 | Hitnotering: 19-09-1987 t/m 12-12-1987 | Hitnotering: 19-09-1987 t/m 12-12-1987 | Hitnotering: 19-09-1987 t/m 12-12-1987 |
| Week                                   | 1                                      | 2                                      | 3                                      | 4                                      | 5                                      | 6                                      | 7                                      | 8                                      | 9                                      | 10                                     | 11                                     | 12                                     | 13                                     |                                        |
| -------------------------------------- | -------------------------------------- | -------------------------------------- | -------------------------------------- | -------------------------------------- | -------------------------------------- | -------------------------------------- | -------------------------------------- | -------------------------------------- | -------------------------------------- | -------------------------------------- | -------------------------------------- | -------------------------------------- | -------------------------------------- | -------------------------------------- |
| Positie                                | 31                                     | 22                                     | 16                                     | 9                                      | 8                                      | 6                                      | 5                                      | 7                                      | 8                                      | 15                                     | 19                                     | 27                                     | 37                                     | uit                                    |

### Nationale Hitparade Top 100
| Hitnotering: 12-09-1987 t/m 09-01-1988 | Hitnotering: 12-09-1987 t/m 09-01-1988 | Hitnotering: 12-09-1987 t/m 09-01-1988 | Hitnotering: 12-09-1987 t/m 09-01-1988 | Hitnotering: 12-09-1987 t/m 09-01-1988 | Hitnotering: 12-09-1987 t/m 09-01-1988 | Hitnotering: 12-09-1987 t/m 09-01-1988 | Hitnotering: 12-09-1987 t/m 09-01-1988 | Hitnotering: 12-09-1987 t/m 09-01-1988 | Hitnotering: 12-09-1987 t/m 09-01-1988 | Hitnotering: 12-09-1987 t/m 09-01-1988 | Hitnotering: 12-09-1987 t/m 09-01-1988 | Hitnotering: 12-09-1987 t/m 09-01-1988 | Hitnotering: 12-09-1987 t/m 09-01-1988 | Hitnotering: 12-09-1987 t/m 09-01-1988 | Hitnotering: 12-09-1987 t/m 09-01-1988 | Hitnotering: 12-09-1987 t/m 09-01-1988 | Hitnotering: 12-09-1987 t/m 09-01-1988 | Hitnotering: 12-09-1987 t/m 09-01-1988 |
| Week                                   | 1                                      | 2                                      | 3                                      | 4                                      | 5                                      | 6                                      | 7                                      | 8                                      | 9                                      | 10                                     | 11                                     | 12                                     | 13                                     | 14                                     | 15                                     | 16                                     | 17                                     |                                        |
| -------------------------------------- | -------------------------------------- | -------------------------------------- | -------------------------------------- | -------------------------------------- | -------------------------------------- | -------------------------------------- | -------------------------------------- | -------------------------------------- | -------------------------------------- | -------------------------------------- | -------------------------------------- | -------------------------------------- | -------------------------------------- | -------------------------------------- | -------------------------------------- | -------------------------------------- | -------------------------------------- | -------------------------------------- |
| Positie                                | 73                                     | 34                                     | 21                                     | 15                                     | 9                                      | 8                                      | 6                                      | 6                                      | 8                                      | 16                                     | 16                                     | 21                                     | 26                                     | 28                                     | 39                                     | 64                                     | 85                                     | uit                                    |

### NPO Radio 2 Top 2000
| Nummer met noteringen in de NPO Radio 2 Top 2000 | '00 | '01 | '02  | '03 | '04 | '05 | '06  | '07  | '08 | '09  | '10  | '11  | '12  | '13  | '14  | '15  | '16  | '17  | '18  | '19  | '20  | '21  | '22  | '23  | '24  |
| ------------------------------------------------ | --- | --- | ---- | --- | --- | --- | ---- | ---- | --- | ---- | ---- | ---- | ---- | ---- | ---- | ---- | ---- | ---- | ---- | ---- | ---- | ---- | ---- | ---- | ---- |
| You Win Again                                    | 812 | 386 | 1282 | 781 | 887 | 915 | 1139 | 1001 | 940 | 1335 | 1432 | 1571 | 1602 | 1404 | 1577 | 1697 | 1534 | 1446 | 1899 | 1818 | 1717 | 1821 | 1633 | 1714 | 1396 |

1. ↑  Een vetgedrukt getal geeft de hoogste notering aan.
2. ↑  2000 was het eerste jaar met een notering voor dit nummer.